# Organizarea administrativă a Regatului Unit

The United Kingdom

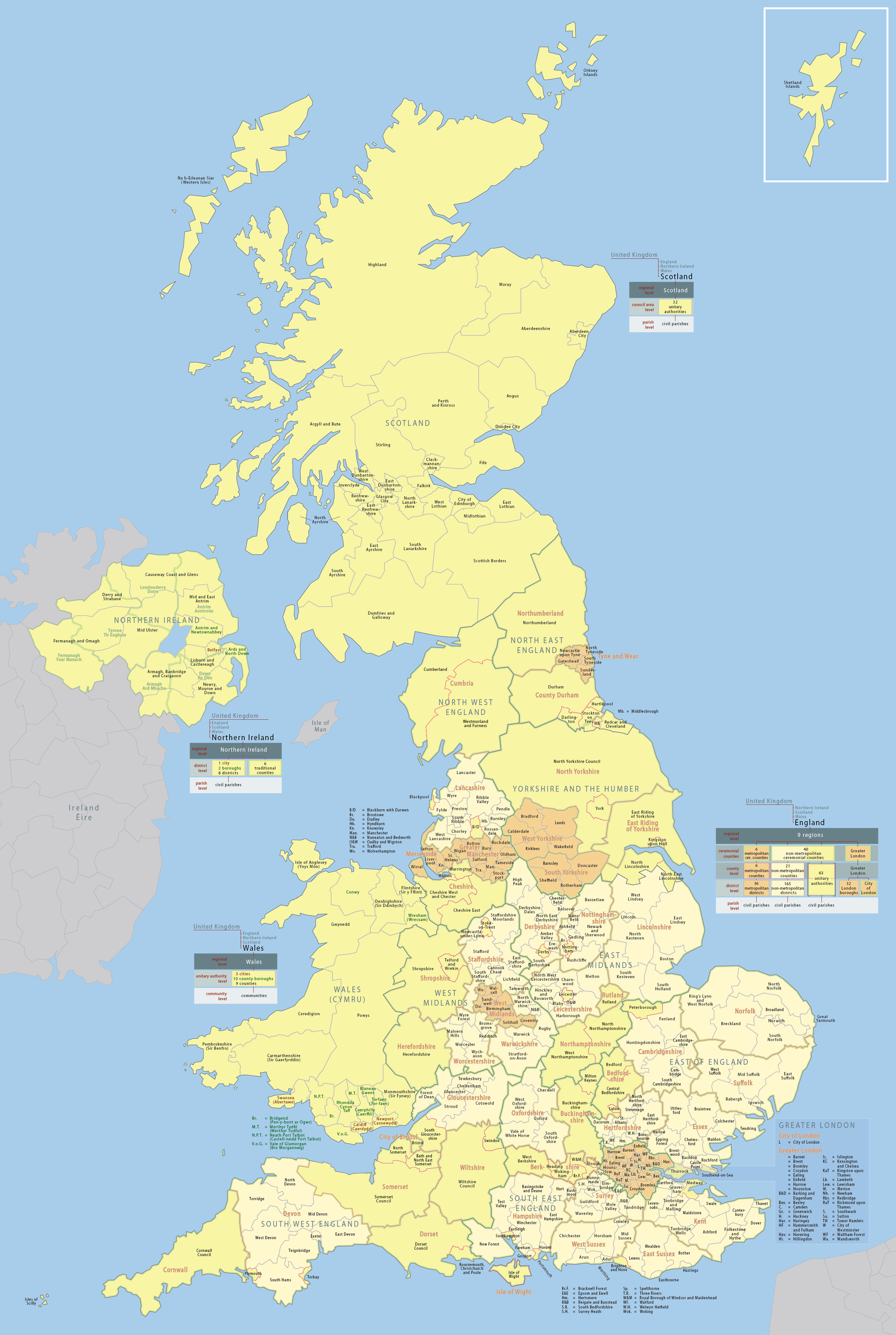

Subdiviziunile Regatului Unit sunt complexe, pa mai multe niveluri și neuniforma, fiind diferite în Anglia, Scoția, Țara Galilor și Irlanda de Nord. Subdiviziunile au evoluat natural în structura actuală pe parcursul a câteva sute de ani. 
Recent, nivelurilor tradiționale comitate și parohii civile le-a fost redusă importanța în avantajul altor subdiviziuni ca oraș, district sau regiune. 

## Țări
Regatul Unit este divizat în patru entități — Anglia, Scoția, Țara Galilor și Irlanda de Nord. Acestea sunt numite în mod curent națiuni (cu toate că utilizarea pentru Irlanda de Nord e disputată). Această structură a fost formată în urma uniunii politice dintre statele suverane Regatul Angliei (care includea, prin cucerire, principatul Țării Galilor) și Regatul Scoției prin Actele de Unire din 1707, ce au format Regatul Marii Britanii între 1707 și 1800; acestea au fost urmate de Actul de Unire din 1800 care a realizat unirea dintre Marea Britanie și Regatul Irlandei pentru a forma Regatul Unit al Marii Britanii și Irlandei. Independența Statului liber Irlandez în 1922, și divizarea Irlandei, au rezultat în actualul Regat al Marii Britanii și Irlandei de Nord.
Țara Galilor a fost inclusă în sistemul juridic englez prin Actele privind Legile din Țara Galilor (the Laws in Wales Acts 1535-1542), Ordonanța anterioară privind Rhuddlan (Statute of Rhuddlan) limitând dar ne-abolind Legea galeză după cucerirea Edwardiană din 1282. În anumite contexte, Anglia și Țara Galilor sunt tratate ca o singură entitate, în principal deoarece au în comun același sistem juridic, pe când Scoția și Irlanda de Nord au fiecare un sistem juridic separat.
Irlanda de Nord a fost prima componentă a Marii Britanii care a avut un guvern delegat, în baza Actului privind Guvernul Irlandei (the Government of Ireland Act) din 1920, până 1972 când Parlamentul Irlandei de Nord a fost suspendat. După o perioadă de conducere directă de către guvernul Marii Britanii și o serie de încercări nereușite de reinstaurare a guvernului delegat în timpul Tulburărilor (the Troubles), în 1998 a fost instituită Adunarea Legislativă a Irlandei de Nord, care este încă operațională după câteva perioade în care a fost suspendată. Istoria complexă a Irlandei de Nord a condus la opinii diferite cu privire la statutul său. Termenul "Provincie" ("Province") este utilizat cel mai adesea de către unioniști și comentatorii britanici când se referă la Irlanda de Nord, dar nu și de către naționaliști.

### Anglia
Anglia nu are un legislativ sau un guvern care să fie responsabil pentru întrega țară, spre deosebire de celelalte trei țări, ci este condusă de parlamentul Regatului Unit și implicit de Guvernul Regatului Unit. Sunt discuții privind crearea fie a unui parlament separat, fie privind acordarea unor puteri legislative celor nouă regiuni ale Angliei. Acestea din urmă au fost înființate ca urmare a hotărârii Uniunii Europene în urma Tratatului de la Maastricht. În afară de Londra, puterile regiunilor sunt foarte limitate.
Regiunea Londrei este divizată în City of London și 31 de Burguri ale Londrei ce sunt numite împreună londra Mare și sunt administrate de Autoritatea Londrei Mari.
Celelalte regiuni sunt formate din comitate ce pot fi metropolitane sau ne-metropoilitane. Acestea sunt la rândul lor subdivizate în districte (ce pot fi numite orașe, burg-uri, burg-uri regale, burguri metropolitane sau simplu districte). În unele locuri, comitatele și districtele funcționează împreună, ca o autoritate unitară.
Sub nivelul districtelor funcționează, fără o distribuție uniformă sau care să acopere întreg teritoriul, nivelul parohiilor civile. Consiliile parohiilor civile sau consiliile orașelor există în principiu doar pentru orașe mici și în mediul rural, fiind rar întâlnite în orașele mari și interzise în interiorul Londrei Mari.

### Scoția
Scoția are o autoritate leguitoare separată, Parlamentul Scoției, și un guvern, Executivul Scoției, înființate în 1999
Sub nivelul național, scoția este divizată în 32 entități administrative numite zone de consiliilor (engleză council areas). Sub acest nivel uniorm, există un nivel format din comitete ale ariilor(engleză area committees), în ariile ale consiliilor predominant rurale și multe consilii ale comunității(engleză community councils) râspândite în țară, dar acestea nu sunt universale și au puteri mai limitate față de consiliile parohiilor civile din Anglia.

### Țara Galilor
Țara Galilor are o adunare legislativă alesă, Adunarea Legislativă Națională a Țării Galilor.
Sub nivelul național, Țara galilor este formată din 22 autorități unitare: 10 burg-uri comitat, 9 Comitate, și 3 Orașe. Sub acest nivel există consilii ale comunităților, cu puteri similare cu ale parohiilor civile engleze.

### Irlanda de Nord
Per ansamblu, conducerea Irlandei de Nord este realizată în mod direct de guvernul Regatului Unit prin Secretariatul de Stat pentru Irlanda de Nord iar legile sunt create de către Parlamentul Regatului Unit. Adunarea Legislativă Națională a Irlandei de Nord și Executivul Irlandei de Nord stabilite prin Good Friday Agreement din 10 aprilie 1998 sunt în momentul de față suspendate.
Tradițional, Irlanda de Nord era organizată sub forma a 6 comitate, dar din 1973 acestea nu mai sunt utilizate pentru administrația locală, Irlanda de Nord fiind divizată în 26 de districte.